# Winter Park (Colorado)
Pour les articles homonymes, voir Winter Park.
Winter Park est une petite ville située dans les montagnes Rocheuses dans le comté de Grand dans le Colorado, à environ 1h30 de route de la ville de Denver (un peu plus de 100 km).
Elle possède une des stations de ski les plus proches de Denver : Winter Park Resort.

## Géographie
La municipalité s'étend sur 16,50 milles carrés (42,73 km2). Bien que le centre ville se situe à une altitude de 2 750 m, Winter Park est la ville possédant une partie la plus élevée de toutes les États-Unis avec une altitude maximale de 3 700 mètres (ce record est disputé avec Alma par le fait qu'il n'y ait aucun habitant au-dessus de 3 050 mètres).

## Démographie
Au recensement de 2000, il y avait 662 habitants à l'année, bien que les touristes et les travailleurs estivaux augmentent fortement ce nombre lors de la saison hivernale et estivale. La densité de population est de 31,7 par km².
La répartition raciale de la ville était de 96,53 % de Caucasien, 0,15 % d'Afro-Américains, 0,60 % d'Amérindiens, 0,91 % Asiatiques, 0,45 % d'autres races, et 1,36 % de deux ou plusieurs races.
Il y avait 338 ménages dont 59,4 % de personnes seules, 33,3 % de couples, 14,8 % était des couples avec des enfants de moins de 18 ans vivant avec eux, et 5 % étaient des femmes sans leurs mari présent.
Selon le recensement de 2010, Winter Park compte 999 habitants.
| 1980 | 1990 | 2000 | 2010 | - | - |
| ---- | ---- | ---- | ---- | - | - |
| 480  | 528  | 662  | 999  | - | - |